# Fitnesstraining

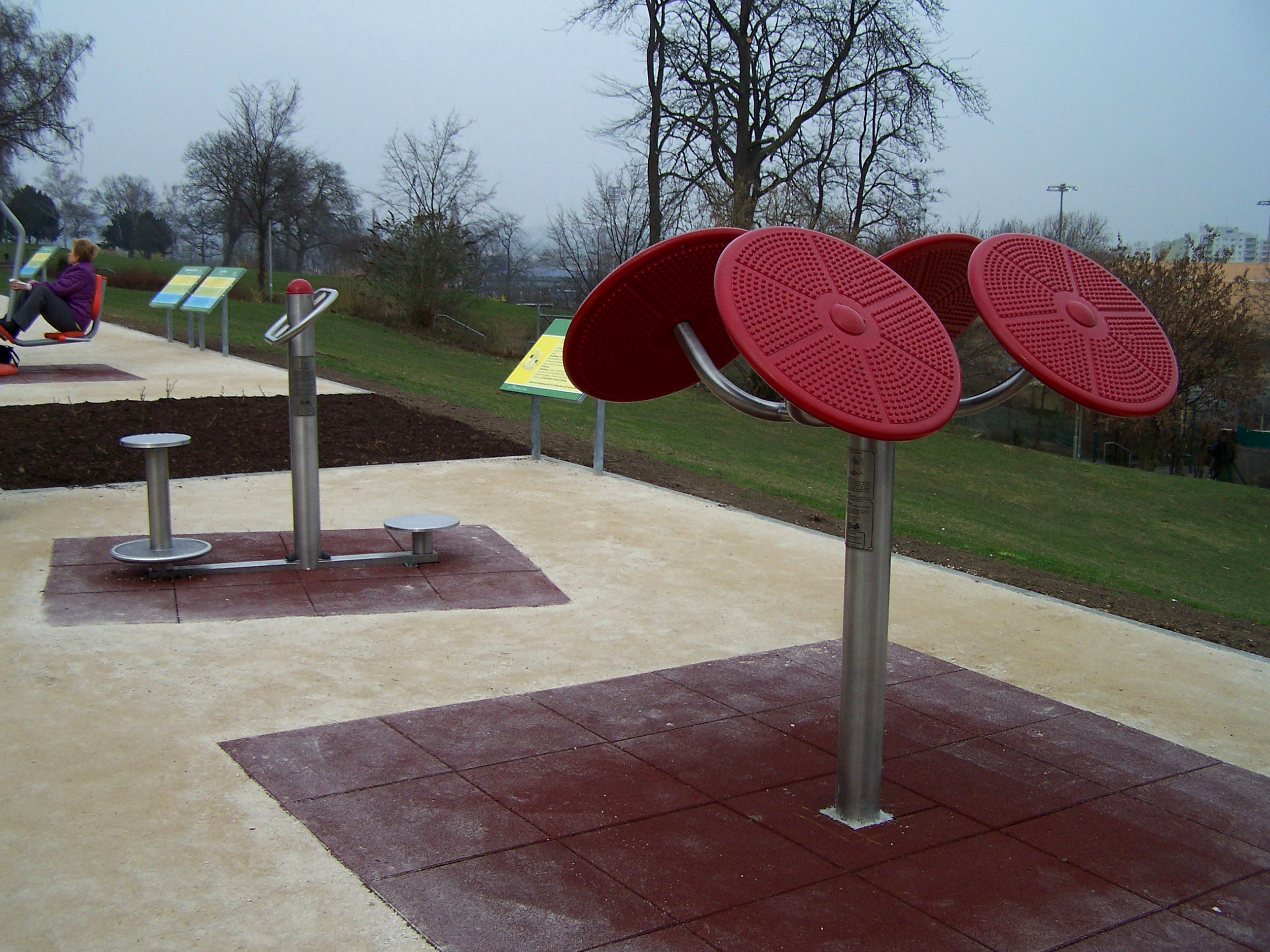
Öffentliche Fitnessgeräte für Senioren in einem Parcours am Bornheimer Hang

Als Fitnesstraining werden freizeitsportliche Aktivitäten bezeichnet, die dazu dienen, die körperliche Leistungsfähigkeit (Fitness) und damit auch die Gesundheit zu verbessern oder zu erhalten. Fitnesstraining unterscheidet sich auf der einen Seite vom Training für den Leistungssport bzw. vom Training im ambitionierten Freizeitsport, wo ein sportliches Ziel zu erreichen im Vordergrund steht. Auf der anderen Seite unterscheidet es sich von Physiotherapie und Rehamaßnahmen, bei denen es darum geht, gestörte Bewegungsfunktionen wiederherzustellen.

## Hintergrund
Ausgangspunkt für ein Fitnesstraining kann die Erkenntnis sein, dass sogenannte Zivilisationskrankheiten auf Bewegungsmangel zurückzuführen sind. Im Umkehrschluss bedeutet das, dass viele dieser Krankheiten durch ausreichende Bewegung vermieden, mindestens verzögert oder gemildert werden können. Als Beispiele seien Herz-Kreislauf-Erkrankungen, Diabetes mellitus, Gelenkerkrankungen, Rückenschmerzen, hoher Blutdruck und Übergewicht genannt.
Eine umfangreiche Studie aus den USA ergab im Jahr 1978, dass bei Männern im Alter von 35 bis 74 Jahren das Risiko eines Herzinfarkts geringer ist, wenn sie ausreichend viele Kilokalorien (kcal) durch körperliches Training zusätzlich verbrauchen. Laut dieser Studie sind verschiedene Arten von Training (Treppensteigen, Zu-Fuß-Gehen in der Stadt, anstrengende Mannschaftssportarten oder ein Mix aus verschiedenen Aktivitäten) gleichermaßen geeignet, um das Herzinfarktrisiko zu senken. In der Gruppe mit weniger als 2000 kcal (= 8400 kJ) zusätzlichem Energieverbrauch pro Woche war das Risiko eines Herzinfarkts um 64 % höher als in der Gruppe mit mehr als 2000 kcal. Weitere Studien bestätigten, dass ein Energiemehrverbrauch von 2000 kcal pro Woche anszustreben ist, um das Herzinfarktrisiko deutlich zu senken und weitere Gesundheitsvorteile zu erzielen.

## Vorbereitung
Bei jedem Training sollte die Verletzungsgefahr nicht vergessen werden. Aufwärmübungen bereiten die Muskulatur und das Herz-Kreislauf-System auf die bevorstehende Belastung vor.
Es gilt als langfristig bessere Strategie, sich nicht von übertriebenem Ehrgeiz leiten lassen und stattdessen regelmäßig zu trainieren. Als Ungeübter sollte man idealerweise mit Hilfe eines Fitnesstrainers trainieren, um falsches Trainieren oder sogar Verletzungen zu vermeiden. Personen mit Gesundheitsproblemen oder ältere Personen sollten vor dem Beginn eines Fitnesstrainings mit ihrem Hausarzt sprechen.

## Trainingsarten
Prinzipiell kann Fitness individuell oder in einer Gruppe trainiert werden. Dazu zählen beispielsweise Nordic Walking, Aerobic, Pilates, Rückengymnastik, Yoga, Taijiquan usw. Ausschlaggebend für die Wahl des Trainings sollte neben der Ausgangssituation (z. B. Übergewicht) und der Zielsetzung (z. B. Abnehmen) auch der Spaßfaktor sein.

### Aerobes Ausdauertraining
Aerobes Ausdauertraining sollte laut der gängigen Lehrmeinung einen Schwerpunkt des Fitnesstrainings darstellen. Es wirkt sich positiv auf das Herz-Kreislauf-System aus, verhindert bzw. wirkt sich günstig auf Diabetes aus und kann zusammen mit richtiger Ernährung das Gewicht reduzieren. Alle Ausdauersportarten kommen dafür in Betracht, also beispielsweise Radfahren, Laufen, Schwimmen, Walking, Aerobic usw. Als Trainingsmethode bieten sich, je nach Sportart, die Dauermethode, Fahrtspiel und die extensive Intervallmethode an.
Nach einer Untersuchung setzen untrainierte Männer beim Walken mit einer Geschwindigkeit von 7 km/h im Schnitt 530 kcal/h zusätzlich um, bei Frauen sind es durchschnittlich 461 kcal/h. Der Zeitaufwand für einen pro Woche anzustrebenden Energiemehrverbrauch von 2000 kcal beträgt in diesem Fall durchschnittlich 4 Stunden Walken bei Männern und 4,5 Stunden Walken bei Frauen. Beim etwas langsameren Walken mit 6 km/h beträgt der Zeitaufwand bis zum Erreichen von 2000 kcal bei Männern im Schnitt 5:07 Stunden, bei Frauen 6:21 Stunden. Die Trainingszeiten sollten über die Woche verteilt werden.
Um beim Training im aeroben Bereich zu bleiben, sollte die Herzfrequenz bei Belastung zwischen 60 und 75 % der maximalen Herzfrequenz bleiben. Die oft genannte Faustformel für die maximale Herzfrequenz „220 minus Lebensalter“ ist nicht wissenschaftlich nachgewiesen. Wer seine maximale Herzfrequenz genauer wissen will, kann sie bei einem Belastungs-EKG beim Arzt ermitteln lassen oder durch einen Belastungstest selbst ermitteln.
Es besteht eine Wechselwirkung zwischen Ausdauer- und Krafttraining. Ohne hinreichend starke Muskeln ist ein optimales Ausdauertraining nicht möglich. Dies betrifft das Fitnesstraining besonders, da Leistungssportler meist schon über mehr relative Kraft verfügen. Es empfiehlt sich daher zusätzlich zur aeroben Ausdauer auch die Muskelkraft der Muskeln zu trainieren, die beim Ausdauertraining besonders beansprucht werden, das heißt in der Regel der Beine. Hierzu eignen sich Treppensteigen, Kniebeugen, Bergauf-Läufe etc.

### Kraft- und Beweglichkeitstraining
Kraft- und Beweglichkeitstraining wirken sich unter anderem günstig bei Rückenbeschwerden und Ähnlichem aus und erhöhen das Wohlbefinden. Kraft wird primär durch das Training an Geräten bzw. freien Gewichten trainiert. Die Beweglichkeit kann durch Dehnübungen oder entsprechende Mobilisierungsübungen verbessert werden. Trainingsmethoden wie das Yoga oder Pilates versuchen sowohl Kraft als auch Beweglichkeit miteinander zu verbinden.
Durch Kraft- und Beweglichkeitstraining versucht man häufig ein bestimmtes Ziel zu verfolgen. Dieses kann entweder die Verbesserung der Gesundheit oder auch des optischen Erscheinungsbildes sein. Sehr häufig dient Krafttraining auch zum Ausgleich von muskulären Dysbalancen, welche durch Bewegungsmangel bzw. eintönige Bewegungsmuster entstanden sind. Eine ständig sitzende Haltung verkürzt unter anderem Hüftbeuger-, Brust-, Oberschenkelrückseitenmuskulatur. Häufiges Laufen in Schuhen mit Absätzen kann zu Problemen in der Wadenmuskulatur führen. Diese Muskelgruppen sollen durch Dehnübungen verlängert und die Gegenspieler (Antagonisten) durch Krafttraining gestärkt werden. Dadurch soll eine unregelmäßige Belastung auf den passiven Bewegungsapparat (Knochen, Knorpel, Bänder) ausgeglichen werden.

### Koordinationstraining
Koordinationstraining verbessert das Zusammenspiel zwischen Nervensystem und Muskulatur. Dabei unterscheidet man in der Trainingstheorie zwischen zwei Arten der Koordination. Die intermuskuläre Koordination bezeichnet das Zusammenspiel von zwei Muskeln untereinander. Die intramuskuläre Koordination hingegen beschreibt die Ansteuerung eines Muskels durch das Nervensystem. Als sportliche Fähigkeit lässt sich Koordination zusätzlich als Eigenschaft zur Regelung und Steuerung von Muskelarbeit in diversen Situationen verstehen. In der Trainingspraxis gibt es vielfältige Methoden, diese Arten der Koordination zu trainieren. Neben dem Tanzen verbessern viele Sportspiele und Kampfsportarten oder auch Fußball die koordinativen Fähigkeiten.
Außerdem ist Koordinationstraining zur Verletzungsprophylaxe unerlässlich, da das Nervensystem geschult wird, im Falle einer potentiellen Verletzungssituation blitzschnell zu handeln. Ein ausgewogenes Gleichgewichtsgefühl und Orientierungsvermögen unterstützen eine erfolgreiche Verletzungsprophylaxe zusätzlich.

### EMS-Training mit Reizstrom

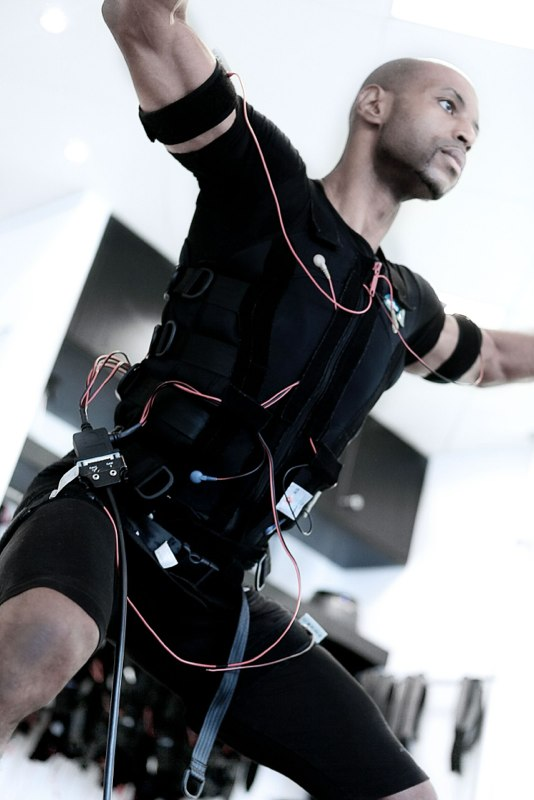
Fitnesstraining mit EMS

Beim EMS-Training unter Verwendung von Reizstrom (ursprünglich aus der Reha und Sportmedizin stammend) wird ohne die klassischen Fitnessgeräte mit oder ohne Hilfe eines Personal Trainer trainiert. Diese schonende Trainingsform wird meist als Ergänzung angewendet oder bei eingeschränkter Beweglichkeit oder Beschwerden. Effektives Krafttraining mit Geräten kann eine große Belastung für die Gelenke bedeuten, während mit Strom auch sehr intensiv trainiert werden kann, ohne die Gelenke zusätzlich zu belasten.
Hier liegen auch die Gefahren der Methode: Während bei herkömmlichen Trainingsmethoden die Intensität vom Trainierenden selbst gewählt wird, bestimmt beim EMS-Training die Stromstärke die Intensität. Da der Trainierende diese nur unzureichend wahrnehmen kann, besteht die Gefahr des Übertrainings mit entsprechenden gesundheitlichen Folgen.
Es gibt zwei verschiedene Stromformen, die zum Einsatz kommen. Am meisten verbreitet ist das Training mit niederfrequentem Reizstrom. Diese Stromform erlaubt ausschließlich das Reizen oberflächlich liegender motorischer Nerven. Dies ist durchaus wirksam, doch auch begrenzt in seinen Möglichkeiten; vor allem weil eine Trainingsgestaltung konform der Trainingslehre kaum möglich ist. Deswegen kommt in den letzten Jahren immer mehr auch die sogenannte modulierte Mittelfrequenz auf. Erst setzte diese sich verstärkt im Bereich der Elektrotherapie durch (wo sie als MET bekannt ist), inzwischen gibt es aber auch erste Trainingsgeräte für EMS-Training, die mit dieser Stromform arbeiten.

### Virtuelles Training
Virtuelle Fitness ist eine neuartige Bewegung des Fitnesstrainings, die vor allem Anwendung im Bereich der Spielkonsolen findet. Vorreiter war hierfür die Nintendo Wii, die im April 2008 Wii Fit mit dem Wii Balance Board auf den Markt brachte. Seit 2010 gibt es auch PlayStation Move und Xbox Kinect.

## Fitnesstraining und optimale Fettverbrennung
Anders als umgangssprachlich oft ausgedrückt wird, verbrennen Muskeln kein Körperfett. Fettverbrennung und Fettabbau sind zwei verschiedene Dinge. Bei einem Training zur Gewichtsreduzierung gilt, dass die negative Energiebilanz entscheidend ist. Das heißt, man baut nur nachhaltig „Energiedepots“ ab, wenn mehr Energie „verbraucht“ als zugeführt wird. Die Art des Trainings ist dabei eher nebensächlich. Es ist aber zweckmäßig, sowohl Ausdauer als auch Kraft (zum Muskelaufbau) zu trainieren. Die Muskeln sind das größte Organ, das Energie (Fett) auch in Ruhe „verbraucht“. Das Training sollte in einem optimalen Belastungsbereich (unter der anaeroben Schwelle) stattfinden und möglichst vielseitig sein. Der Energieumsatz des Muskels und des gesamten Organismus sind sehr komplexe Vorgänge, die gleichzeitig ablaufen.
Stark vereinfacht gesagt läuft im Körper über den sogenannten Grundumsatz auch im Ruhezustand ein Energieverbrauch, der natürlich bei trainierten Personen höher ist als bei Untrainierten (über den höheren Muskelanteil). Bei steigender Aktivität wird der Mehrenergiebedarf zwar zuerst aus Glukosespeichern (in Muskeln, Leber, Blut) gedeckt, sorgt aber in Summe für eine negative Energiebilanz. Das heißt, der Körper „holt“ sich die verbrauchte Energie aus den Fettdepots in der Erholungsphase, wenn nicht wieder mehr Energie zugeführt wird. Trotzdem sollte immer auf eine ausgewogene Ernährung (keine Diät!) bei körperlichen Aktivitäten geachtet werden.
Vor allem Anfänger sollten sich von Sachkundigen beraten lassen, um Fehler bei der Ausführung von Fitnessübungen zu vermeiden. Wichtig für ein gesundes und erfolgreiches Fitnesstraining ist auch, dass möglichst viele Muskelgruppen gleichmäßig trainiert werden und keine Dysbalancen entstehen.

## Personal Training

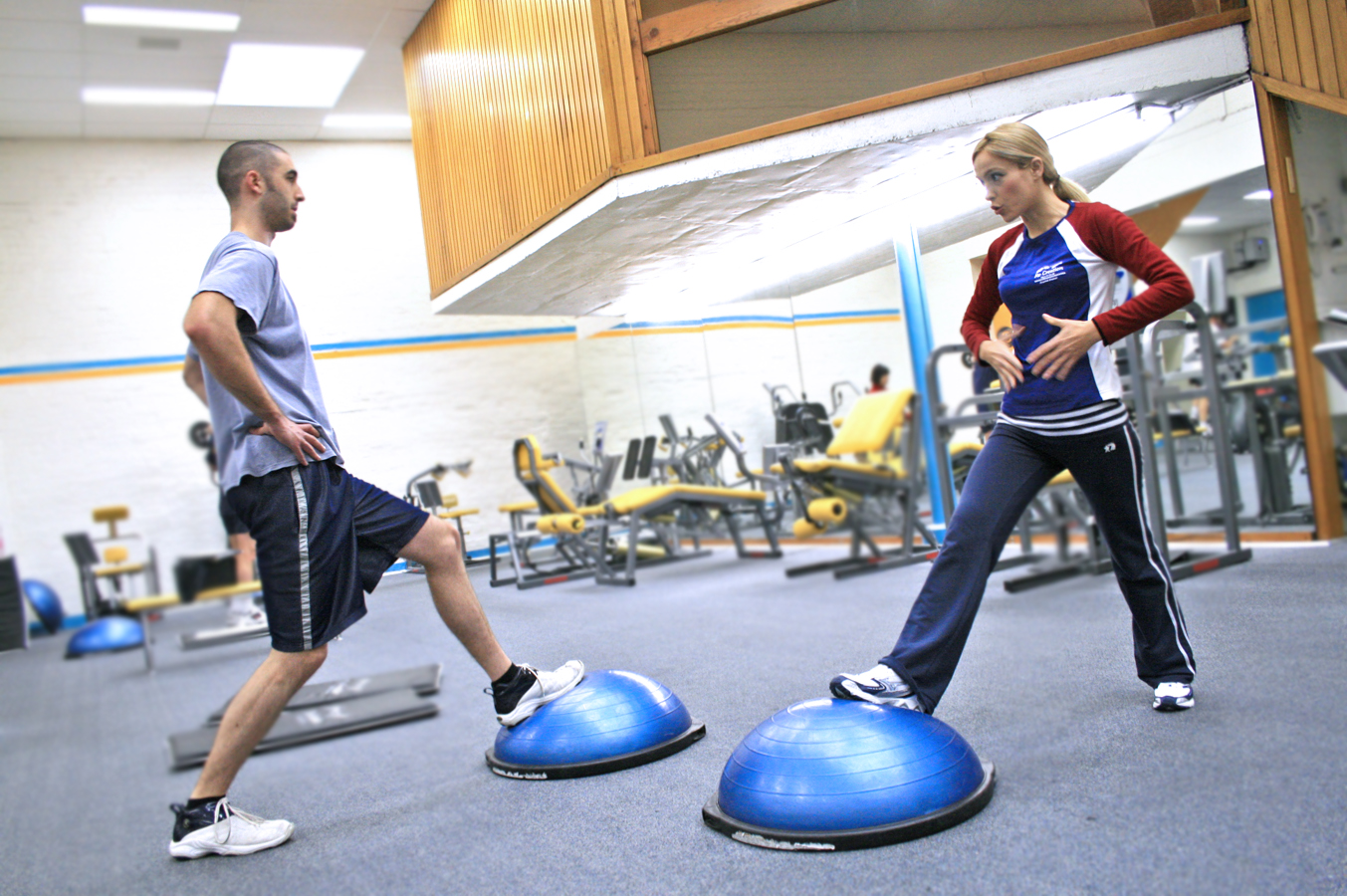
Personal Training durch einen persönlichen Betreuer

Personal Training bedeutet die persönliche Betreuung durch einen Trainer. Häufig wird diese intensive Form des Fitnesstrainings von beruflich stark eingespannten Personen genutzt, die nur wenig Zeit für das Training aufbringen können und die zur Verfügung stehende Zeit durch maßgeschneiderte Übungsprogramme optimal nutzen wollen, oder von Prominenten, die nicht in einem Fitnessstudio trainieren wollen. Häufig bieten die Personal Trainer auch weitergehende Beratung, z. B. Ernährungstipps, die das Trainingsprogramm unterstützen, um das gesteckte Ziel zu erreichen.
Es gibt in Deutschland heute etwa 600 Vollzeit-Personal-Trainer und einige tausend Trainer, die Personal Training nebenberuflich anbieten. Der Preis für eine Trainingsstunde bei einem professionellen Personal Trainer liegt zwischen 80 und 150 €. Dabei ist der Begriff des Personal Trainers gesetzlich nicht geschützt. Auch ohne jegliche Ausbildung kann man sich Personal Trainer nennen.
Kommerzielle Institute bieten institutsinterne Zertifikate und Qualifizierungen an. Personen, die sich zum Personal Trainer ausbilden lassen möchten und Kunden, die einen Personal Trainer engagieren möchten, sollten auf eine Anerkennung des Bundesverbandes für Personal Training (BPT) achten. Deutlich weniger kostet Online-Beratung, beispielsweise durch Krankenkassen.

## Fitnesstrainer, Fitnessfachwirt, Fitnessbetreuer
Ein Fitnesstrainer leitet den Trainierenden beim Fitnesstraining fachmännisch an, hilft bei der Bedienung der Geräte und korrigiert falsche Bewegungsabläufe, um falsches Trainieren und Verletzungen zu vermeiden. Fitnesstrainer ist eine Aus- bzw. Weiterbildung, die von privaten Bildungsträgern durchgeführt wird. Die Ausbildung zum Fitnesstrainer wird in verschiedenen Ausbildungsformen angeboten. Dabei gibt es die klassische Voll- und Teilzeitausbildung sowie die Weiterbildung zum Fitnessfachwirt, aber auch Fernlehrgänge, die sowohl online als auch mit Präsenztagen, eine Ausbildung zum zertifizierten Fitnesstrainer anbieten.
Die staatliche Zentralstelle für Fernunterricht (ZFU) prüft solche Fernlehrgänge und erteilt Zertifizierungen, um dem Verbraucher Qualität gewährleisten zu können. In Österreich ist der Beruf des Fitnesstrainers gemäß § 2 GewO vom Anwendungsbereich der Gewerbeordnung ausgenommen und erfordert daher keine Gewerbeberechtigung. Es kann jedoch das freie Gewerbe zur „Erstellung von Trainingskonzepten für gesundheitsbewusste Personen“ beantragt werden.
Das Deutsche Institut für Normung (DIN) hat mit Einführung der DIN 33961-1 dafür gesorgt, dass erstmals Anforderungen an das Personal für Fitnessstudios gesetzt werden. Damit soll erreicht werden, dass Fitnesstrainer in Fitnessstudios entsprechende Qualifikationen vorweisen können, was bisher keine Notwendigkeit darstellte.
Als angehender Fitnesstrainer ist es sinnvoll im Besitz einer gültigen B-Lizenz und bestenfalls A-Lizenz zu sein. Dabei bleibt die Wahl einer Aus- oder Weiterbildung durch private Akademien, teils mit staatlichen Prüfungen durch die IHK (Präsenzunterricht) oder der ZFU (Fernlehrgänge). Die Staatliche Anerkennung ist keine Pflicht, um sich in einem Studio bewerben zu können. Sie stellt aber sicher, dass der Lehrgang bzw. die Abschlussprüfung entsprechend geprüft wurde.
Diese Ausbildungsdauer ist je nach Art der Ausbildung unterschiedlich lang. Schnellausbildungen in wenigen Tagen oder ein Studium über mehrere Jahre stehen dem angehenden Trainer zur Verfügung. Gängig ist ein Zertifikat, das durch Dritte (zum Beispiel TÜV) bestätigt wird. Mit diesem kann man sich anschließend bewerben.